# Gustav-Adolf Schur
Pour les articles homonymes, voir Schur.
Gustav-Adolf Schur, dit Täve Schur (né le 23 février 1931 à Heyrothsberge) est un coureur cycliste allemand. Actif durant les années 1950 et 1960, il effectua toute sa carrière sportive en RDA, dont il fut le champion cycliste emblématique. Pendant et après cette carrière sportive il a été élu député à la Chambre du peuple de la RDA puis au Bundestag de l'Allemagne réunifiée.

## Biographie
Leader puis mentor du cyclisme est-allemand, il a été le premier coureur allemand à remporter le championnat du monde sur route amateurs (1958 et 1959) et la Course de la Paix (1955 et 1959). Il a également été six fois champion de RDA sur route, quatre fois vainqueur du Tour de RDA et deux fois médaillé aux Jeux olympiques en contre-la-montre par équipes (de bronze en 1956 et d'argent en 1960). Il a été l'un des sportifs les plus populaires en Allemagne de l'Est, élu personnalité sportive de l'année de 1953 à 1961. Schur est sociétaire au club cycliste local du SC DHfK Leipzig. 
Il est aussi une personnalité politique d'Allemagne. Il a été élu à la Volkskammer de 1959 à 1990, puis élu du Parti du socialisme démocratique au Bundestag de 1998 à 2002.
Son fils Jan a également été coureur cycliste. Il a été champion olympique du contre-la-montre par équipes aux Jeux de 1988.

## Palmarès
- 1950
  - Tour de Leipzig
  - Tour de Magdebourg
- 1951
  - Rund um Berlin
  - Berlin-Francfort-Berlin
  - Magdebourg-Parchen-Magdebourg
  - Magdebourg-Marienberg-Magdebourg
- 1952
  - 5e étape du Tour de RDA
  - 2e du championnat de RDA sur route
  - 3e de Berlin-Leipzig
- 1953
  -  Champion de RDA de cyclo-cross
  - Tour de RDA :
    - Classement général
    - 4e et 7e étapes

  - Berlin-Leipzig
  - Berlin-Francfort-Berlin
  - 3e de la Course de la Paix
- 1954
  -  Champion du monde universitaire sur route
  -  Champion de RDA sur route
  - Tour de RDA :
    - Classement général
    - 3e et 5e étapes

  - Tour de la Hainleite
  - Erzgebirgsrundfahrt
  - 2e de Berlin-Lübben-Berlin
  - 6e du championnat du monde sur route amateurs
- 1955
  - Course de la Paix :
    - Classement général
    - 2e, 7e et 12e étapes

  - Tour du Harz
  - Halle-Erfurt-Halle
  - Karl-Marx-Stadt-Erfurt-Karl-Marx-Stadt
  - 2e du championnat de RDA sur route
- 1956
  - 2e, 5e et 11e étapes de la Course de la Paix
  -  Médaillé de bronze de la course par équipes aux Jeux olympiques
  - 5e de la course en ligne aux Jeux olympiques
- 1957
  -  Champion de RDA sur route
  -  Champion de RDA du contre-la-montre par équipe avec  le SC Wissenschaft DHfK Leipzig (Henning, Hagen, Töpfer, Grabo, Zimgibl, Schur)
  - Tour de la Hainleite
  - Berlin-Francfort-Berlin
  - 6e étape du Tour d'Égypte
  - 4e du championnat du monde sur route amateurs
- 1958
  -  Champion du monde sur route amateurs
  -  Champion de RDA sur route
  -  Champion de RDA du contre-la-montre par équipe avec le SC Wissenschaft DHfK Leipzig (Hagen, Eckstein, Lörke, Henning, Grabo, Schur)
  - 4e et 8ea (contre-la-montre) étapes de la Course de la Paix
  - 8e étape du Tour de RDA
  - Berlin-Leipzig
  - 2e du Tour de RDA
- 1959
  -  Champion du monde sur route amateurs
  -  Champion de RDA sur route
  - Tour de RDA :
    - Classement général
    - 1re, 2e, 5e, 6e et 7e(A) étapes

  - Course de la Paix
  - Tour du Harz
  - Tour de Leipzig
  - 2e du championnat de RDA du contre-la-montre par équipes
- 1960
  -  Champion de RDA sur route
  - Tour de la Hainleite
  - 1re et 12eb étapes de la Course de la Paix
  - Tour du Harz
  - Tour de Leipzig
  - Leipzig-Dresde
  -  Médaillé d'argent du championnat du monde sur route amateurs
  -  Médaillé d'argent du contre-la-montre par équipes aux Jeux olympiques
- 1961
  -  Champion de RDA sur route
  - Tour de RDA :
    - Classement général
    - 1re, 2ea (contre-la-montre), 3e, 4e et 5e étapes

  - Tour de Dresde
  - 3e étape des Six Jours de Suède
  - Tour de Sebnitz
- 1962
  - 5e étape du Tour de RDA
  - 3e du championnat de RDA sur route
  - 3e du Tour d'Autriche
- 1963
  - 2e du championnat de RDA du contre-la-montre par équipes

### Gustav-Adolf Schur et laCourse de la Paix
Le nom de Gustav Schur est indissociable du cyclisme en RDA et de la course cycliste de l'Est européen, la Course de la Paix. Sur cette compétition qu'il remportait à deux reprises individuellement, et où il participait par six fois à la victoire de l'équipe de la RDA au challenge collectif, il est l'un des recordmen de participations. Sa première sélection dans l'équipe est-allemande eut lieu en 1952, première année où la Course de la Paix incluait Berlin et les escales en RDA dans son parcours. Sa dernière participation comme coureur sur cette course fut en 1964. Il n'a été absent qu'une fois, en 1962.
- Récapitulation du palmarès
  - 1952: 10e
  - 1953: 3e + victoire d'équipe de la RDA
  - 1954: 22e
  - 1955: 1er + 2 étapes + victoire d'équipe de la RDA
  - 1956: 11e + 3 étapes
  - 1957: 11e + victoire d'équipe de la RDA
  - 1958:  8e + 2 étapes.
  - 1959: 1er
  - 1960: 16e + 2 étapes + victoire d'équipe de la RDA
  - 1961: 8e
  - 1963: 10e + étape contre-la-montre par équipes, et victoire d'équipe de la RDA
  - 1964: 17e + étape contre-la-montre par équipes, et victoire d'équipe de la RDA

Promus « capitaine de route », doué du sens de la course, il ne contribue pas peu aux succès de ses coéquipiers Erich Hagen en 1960, et Klaus Ampler en 1963.

### Livres
- Adolf Klimanschewsky : Täve. Das Lebensbild eines Sportlers unserer Zeit. Sport Verlag, Berlin, 1955
- Klaus Ullrich : Unser Täve. Ein Buch über Gustav Adolf Schur. Sport-Verlag, Berlin, 1959.
- Klaus Ullrich : Unser Weltmeister. Sport-Verlag, Berlin, 1959
- Uwe Johnson : Das dritte Buch über Achim. Suhrkamp, Frankfurt am Main, 1962.
- Klaus Huhn : Das vierte Buch über Täve. Spotless-Verlag, Berlin, 1992,  (ISBN 3-928999-04-4)
- Tilo Köhler : Der Favorit fuhr Kowalit. Täve Schur und die Friedensfahrt. Kiepenheuer, Leipzig 1997,  (ISBN 3-378-01015-0)
- Klaus Huhn : Der Kandidat. Spotless-Verlag, Berlin, 1998,  (ISBN 3-92-8999-93-1)
- Andreas Ciesielski : Täve. Eine Legende wurde 70. Scheunen-Verlag, Kückenshagen 2001,  (ISBN 3-934301-47-9)
- Gustav-Adolf Schur : Die Autobiographie. Das Neue Berlin Verlagsgesellschaft, Berlin, 2001,  (ISBN 3-360-00948-7)
- Klaus Ullrich, Klaus Köste : Das 9. (neunte) Buch über Schur. Spotless-Verlag, Berlin, 2002,  (ISBN 3-933544-60-2)
- Andreas Ciesielski : Typisch Täve. Scheunen-Verlag, Kückenshagen 2006,  (ISBN 3-938398-22-1)
- Gustav-Adolf Schur : Täve, die Autobiografie. Gustav Adolf Schur erzählt sein Leben. Verlag Das Neue Berlin, Berlin 2011,  (ISBN 978-3-355-01783-1)
- Gustav-Adolf Schur : Der Ruhm und ich. Spotless-Verlag, Berlin, 2011,  (ISBN 978-3-360-02054-3)
- Gustav-Adolf Schur : Täve, die Autobiografie. Gustav Adolf Schur erzählt sein Leben. 2. überarbeitete und erweiterte Auflage, Verlag Das Neue Berlin, Berlin 2011,  (ISBN 978-3-355-01783-1)